# Casa de Economii a Județului Bihor
Clădire parter și două etaje; a funcționat încă de la finalizarea ei în 1910 ca bancă și locuință. Clădirea simetrică și frumos proporționată, decorată în sgrafitto cu elemente biomorfe ne pune în față nu numai pe arhitectul, ci și pe reputatul grafician Mende Valér.
Timpanul triunghiular are ca scop, pe de o parte marcarea axului de simetrie al clădirii, dar și dinamizarea compoziționala a volumului. De forma triunghiulară, timpanul este prevăzut cu o fereastră îngustă și înaltă, cu rol pur estetic, iar între aceasta și cele două ferestre funcționale se regăsește emblema băncii împreună cu anul înființării ei.